# Американське філософське товариство
Американське філософське товариство (англ. American Philosophical Society) — товариство, яке заснував Бенджамін Франклін в 1743 році, з метою просування «будь-яких філософських експериментів, які проливають світло на природу речей, посилюють владу людини над матерією і примножують зручності і задоволення життя». Обрання в члени товариства є визнанням видатних досягнень, зроблених у будь-яких областях.
Товариство залучало кращі уми Америки. На ранньому етапі серед його членів були Джордж Вашингтон, Джон Адамс, Томас Джефферсон.
У XX столітті понад 200 членів були лауреатами Нобелівської премії.
Іноземними членами були К. Р. Дашкова — з 1789, що стала першою обраною жінкою, Т. Костюшко, М.-Ж. Лафайєт, А. фон Гумбольдт, Фрідріх Вільгельм фон Штюбен.
У 2016 році товариство налічувало 1025 членів, 858 громадян США і 167 іноземних членів з двадцяти з гаком країн.
Всього з моменту заснування до квітня 2020 року членами товариства було обрано понад 5710 осіб.  

## Публікації
Товариство публікує Transactions of the American Philosophical Society з 1771 року. Щороку виходить 5 випусків.  Proceedings of the American Philosophical Society видаються з 1838 року і містять статті презентовані на зустрічах товариства що відбуваються кожні два роки.